# 三野前国造
三野前国造（みののさきのくにのみやつこ・みののさきのこくぞう・みののみちのくちのくにのみやつこ・みののみちのくちこくぞう）は三野前国を支配した国造。美濃国造、本巣国造と同一の国造とされる。

## 概要

### 表記
『先代旧事本紀』「国造本紀」に三野前国造とある。

### 祖先
- 『先代旧事本紀』「国造本紀」には、彦坐王の子・八瓜命が開化朝に国造に任じられたとある。
- 『古事記』開化天皇記では神大根王（八瓜入日子王）が本巣国造・長幡部連の祖、景行天皇記では大根王が美濃国造の祖と伝え、『日本書紀』景行天皇紀では神骨を美濃国造と伝えており、三野前国造と本巣国造、美濃国造は同一の国造であったと見られる。

### 氏族
美濃氏（みのうじ、姓は直）で、三野氏、御野氏とも。神護景雲2年（768年）6月に尚掃従五位上美濃直玉虫ら女官達が本国国造に任じられたと見える。また、「御野国肩県郡肩々里戸籍」には国造大庭と虫奈・小万の親子が見え、小万は宝亀元年（770年）4月に方県郡少領外従六位下国造雄万としてその名が見える。

## 本拠
国造の本拠は美濃国不破郡で、現在の岐阜県垂井町にあたる。

### 支配領域
国造の支配領域は当時三野前国と呼ばれた地域、後の美濃国不破郡、養老郡などにあたる。なお北部の池田郡、大野郡は額田国造の領域であった。

## 氏神
美濃国一宮で国造の祖神を祀る南宮大社。